# 兴福寺 (济南)
兴福寺，位于山东省济南市槐荫区兴福街道小饮马庄村，是中华人民共和国山东省文物保护单位之一。
2006年12月7日，授予山东省文物保护单位，是一座古建筑。